# ひなたぼっこ (テレビドラマ)
『ひなたぼっこ』は、1998年12月7日から1999年1月29日にかけて、TBS系列の「花王 愛の劇場」枠にて放送された昼のテレビドラマ。放送時間は月曜から金曜の13:00-13:30（JST）。全35回。主演の七瀬なつみは『ぽっかぽか3』以来約1年半ぶりの主演。

## あらすじ
桐生真琴は、夫を3年前に亡くし、義母と札幌で暮らしていた。ある日、真琴の実家近くの喫茶店のマスター・大宮から、真琴の父・信が倒れたという連絡が入る。真琴は急いで東京の実家に戻る。実家のラーメン屋「味信」では、住み込みの店員・津山徹が、信と一緒に募らしていた。

## キャスト

### レギュラー・準レギュラー
- 桐生真琴 - 七瀬なつみ
- 津山徹 - 畠中洋
- 浜岡雅広 - なべおさみ
- 浜岡春江 - 山口美也子
- 浜岡龍之輔 - 石川太門
- 浜岡綾子 - 工藤あさぎ
- 笹塚弥生 - 白川みなみ
- 浜岡ヒデ - 佐々木すみ江
- 大宮充 - つまみ枝豆
- 大宮梅子 - 歌川椎子
- 大宮ななみ - 大田ななみ（子役）
- 村上公彦 - 小林隆
- 石丸光一 - 久松信美
- 板橋 - 小松正一
- 上原健介 - 山本密
- 武井 - 村井仁
- 佐渡 - 門真走一
- 小林 - 塩田貞治
- 坂上 - 尾藤イサオ
- 桐生信 - 竜雷太

### ゲスト
第1週
- 和泉種子 - 鰐淵晴子
- 大橋 - 泉よし子
- 八木沢久美 - 吉利治美
- 八木沢英治 - 樋渡真司
- ラーメン屋の客 - 本山彦次郎、渡部友一郎、田中洋之助
- 運送屋 - 川上貴史
- 看護婦 - 木村つかさ
- 八百屋 - 岩手太郎
- 和泉鉄郎 - 古郡雅浩
- 和泉佳代 - 柳橋りん
- 和泉すみれ - 坂野令奈
- 和泉あやめ - 山口美香

第2週
- 千景 - 羽生七菜
- バンドメンバー - 稲垣大介、阿久澤真一

第3週
- 大宮梅子 - 華ゆり
- 大宮洋子 - 池田貴美子
- 小島 - 田中丈資
- 看護婦 - 木村つかさ（第1週と出演）

第4週
- 大北康夫 - 八嶋智人
- 津山牧子 - 原知佐子
- 津山朋代 - 吉田かおる
- 桂木寛吾 - 里木佐甫良

第5週
- 黒部健一 - 入江雅人
- 老婆 - 戸川暁子
- 小島 - 田中丈資（第3週と出演）
- 学習塾の先生 - 朱源実

第6週
- 北見タカシ - 筒井万央
- 北見恵 - 池田有希子
- Julians（吉本興業・銀座7丁目劇場野球チーム）のみなさん

最終週
- 津山朋代 - 吉田かおる

## スタッフ
- プロデューサー - 鈴木聡
- 脚本 - 羽原大介、中谷まゆみ
- 演出 - 岡島明、日名子雅彦、里内英司
- 音楽 - 小林つん太
- 技術 - 柳沢栄造
- スタジオカメラ - 初瀬康一、布川潤一、大槻慎一、岩本裕隆、小山茂明
- 撮影助手 - 檜野吉宏、佐藤充、高綱優子
- 調整 - 山中宏光
- 照明 - 吉川行保、藤井隆康、浅田和男、椙浦明規
- 音声 - 高橋寿光
- 音声助手 - 吉田隆、小俣勝、丸山美江子
- 技術デスク - 星宏美
- 美術制作 - 海津隆一
- 美術デザイン - 金子幸雄
- 装飾 - 松宮廣之、野崎和三、原口雄太、川本恵保
- 装置 - 尻無浜宏人、遠藤良行、岡野浩典
- 持道具 - 志田和美
- 植木 - 鈴木和信
- 建具 - 大崎健一
- 電飾 - 井上昇
- 衣裳 - 十河誠
- メイク - 菱沼佳子、南里美
- スタイリスト - 笠本ゑり子、福永佐智子
- 美術デスク - 平野裟一
- スタジオ担当 - 田中聡明
- 番組宣伝 - 河野裕之（TBS）
- スチル - 龍田浩之、奈良英雄
- 車輌 - 袴田明男
- タイトルCG - 田中裕之
- 編集 - 清水正彦、羽利真美子
- ライン編集 - 佐藤利史
- ライン編集助手 - 加藤朗誠
- 編集助手 - 藤井大祐
- MA - 石北秀尚
- MA助手 - 荒川望
- 音響効果 - 太田亜紀
- 音楽プロデューサー - 向井達也
- 仕上進行 - 矢吹健一
- 演出補 - 里内英司
- 演出助手 - 渡部誠、岡村学
- 制作担当 - 黒田晃司
- 制作主任 - 堺光範
- 制作進行 - 上岡真
- 記録 - 吉丸美香
- キャスティング - 阿部敏信
- AP - 白根敬造
- 制作デスク - 横倉早苗
- 協力 - フォーチュン、サンライズアート、Kカンパニー、アックス、ビデオフォーカス、緑山スタジオ・シティ
- 製作 - ケイファクトリー、TBS

## サブタイトル
- 第1週 - ラーメン「味しん」新装開店!
- 第2週 - 家庭のルールとロックンロール
- 第3週 - 浪速の姑 梅子登場!
- 第4週 - 「ラーメン味しん」今年もよろしく!
- 第5週 - 見合い相手は年商50億!?
- 第6週 - 君に捧げるホームラン
- 第7週 - 徹 告白、そして真琴は…

## 主題歌
- 「My Revolution」

作詞：川村真澄/作曲：小室哲哉/編曲：是永巧一/歌：猿岩石